# Henri Stuart d’Aubigny
Lord Henry Stewart (französisch Henri Stuart d’Aubigny, * um März 1616 in England; † 1632 in Venedig) war ein schottisch-französischer Adliger aus der Familie Stewart und 8. Herr von Aubigny.
Er war der zweite Sohn des Esmé Stewart, 3. Duke of Lennox, aus dessen Ehe mit Katherine Clifton, 2. Baroness Clifton. Am 2. April 1616 wurde er in der Kapelle des Palace of Whitehall katholisch getauft, wobei die Queen Consort Anna eine ihrer Taufpaten war. Als Sohn eines Duke führte er ab 1624 das Höflichkeitsprädikat Lord. Sein älterer Bruder war James Stewart, 4. Duke of Lennox.
Noch als Kleinkind überließ ihm sein Vater 1619 seine französischen Besitzungen als Herr von Aubigny-sur-Nère im Berry und sandte ihn zusammen mit jüngeren Brudern George und Ludovic nach Frankreich, in die Obhut seiner Großmutter väterlicherseits Catherine de Balsac († um 1631), Witwe des Esmé Stewart, 1. Duke of Lennox, wo er auf Schloss Aubigny aufwuchs und als französischer Untertan naturalisiert wurde. Als Henry neun Jahre alt war, starb sein Vater 1624 an Fleckfieber, woraufhin Henry formell unter die Vormundschaft seines entfernten Verwandten König Karls I. von England gestellt wurde.
Er wurde in Bourges und Paris ausgebildet. Er starb 1632 während eines Aufenthaltes in Venedig und wurde in der dortigen Kirche Santi Giovanni e Paolo begraben. Da er unverheiratet und kinderlos blieb, wurde sein Bruder George sein Nachfolger als Herr von Aubigny.